# Azhi Dahaka
Azhi Dahaka (Perzisch: اژی‌دَهاک) (Grote Slang in het oud-Iraans) is een demonisch figuur in de teksten en mythologie van Perzië, waar hij als een van de nakomelingen van Angra Mainyu wordt beschouwd. Andere namen voor dit wezen zijn (onder andere) Azi Dahak, Dahaka en Dahak.
Azhi Dahaka wordt vaak beschreven als een driekoppig, draakachtig monster. In andere teksten wordt hij echter beschreven als een slang, een schorpioen en meer angstaanjagende wezens. Ook wordt er verteld dat hij controle zou hebben over stormen, overstromingen en andere (natuur)rampen. Deze draak is verslagen door de held Thraetaona of Feridun, maar hij kon niet gedood worden; in plaats daarvan werd hij met een ketting om zijn poot gevangengezet, diep in de berg Damavand.
Verder wordt verteld dat als Azhi Dahaka uit zijn 'gevangenis' zal ontsnappen, dit een deel van de Zoroastriaanse apocalyps is, en dat hij één-derde van de menselijke bevolking zal doden, voordat hij uiteindelijk zelf in Keresaspa gedood wordt.